# César-díj a legjobb animációs rövidfilmnek
A legjobb animációs rövidfilm César-díját (franciául César du meilleur court-métrage d'animation) a francia Filmművészeti és Filmtechnikai Akadémia 1977 és 1990 között ítélte oda az animációs kisfilmek elismerésére. Átadása a „Césarok éjszakája” elnevezésű gálaünnepségen történt.
A nagyjátékfilmektől eltérően nem minden, egy-egy évben készült rövid animációs film került az Akadémia tagjai elé, hanem egy előzetes szűrésen estek át, melyet az Akadémia erre hivatott bizottsága végzett. Az elsőkörös alkotásokat a maximum egy órás, CNC-engedéllyel  rendelkező alkotások közül választották ki. A jelöltek száma az évek során többször változott.
Több évi kihagyás után, 2001-ben az animációs filmek ismét visszatérhettek a versenybe, azonban a terjedelmi korlátozást feloldották, a díj neve pedig César-díj a legjobb animációs filmnek lett. 2014-ig szerepeltek vegyesen az egész estét betöltő, valamint a rövid animációs filmek, akkor ismét önálló kategóriák lettek.
A megmérettetésben részt vehet minden olyan animációs film, amely teljes játékidejének legfeljebb 25%-a valós filmfelvétel, továbbá átesett az Akadémia animációs bizottságának a legjobb rövidfilm kategóriában kötelezően előírt, az ottani kritériumok szerinti előzetes válogatásán. (Így számuk maximum 12 lehet.)

## Díjazottak és jelöltek
A díjazottak vastagítással vannak kiemelve. Az évszám a díjosztó gála évét jelzi, amikor az előző évben forgalmazásra került film elismerésben részesült.

### 1970-es évek
| Év   | Díjazottak és jelöltek |
| ---- | --- |
| 1977 | - Un comédien sans paradoxe, rendezte: Robert Lapoujade - Bactéries nos amies, rendezte: Michel Boschet - Déjeuner du matin, rendezte: Patrick Bokanowski - L'empreinte, rendezte: Jacques Cardon - Oiseau de nuit, rendezte: Bernard Palacios - La rosette arrosée, rendezte: Paul Dopff |
| 1978 | - Rêve, rendezte: Földes Péter Mihály - Fracture, rendezte: Gaëtan Brizzi, Paul Brizzi - Kubrik à brac, rendezte: Dominique Rocher - La nichée, rendezte: Gérard Collin - Mordillissimo, rendezte: Roger Beaurin                                                                          |
| 1979 | - La traversée de l'Atlantique à la rame, rendezte: Jean-François Laguionie - L'Anatomiste, rendezte: Yves Brangoleau - Le Phénomène, rendezte: Paul Dopff |

### 1980-as évek
| Év   | Díjazottak és jelöltek |
| ---- | --- |
| 1980 | - Demain la petite fille sera en retard à l'école, rendezte: Michel Boschet - Barbe bleue, rendezte: Olivier Gillon - Les troubles fête, rendezte: Bernard Palacios |
| 1981 | - Le manège, rendezte: Marc Caro és Jean-Pierre Jeunet - Le réveil, rendezte: Jean-Christophe Villard - Les trois inventeurs, rendezte: Michel Ocelot               |
| 1982 | - La tendresse du maudit, rendezte: Jean-Manuel Costa - L'échelle, rendezte: Alain Ughetto - Trois thèmes, rendezte: Alexis Alexeieff                               |
| 1983 | - La légende du pauvre bossu, rendezte: Michel Ocelot - Chronique 1909, rendezte: Gaëtan Brizzi, Paul Brizzi - Sans préavis, rendezte: Michel Gauthier              |
| 1984 | - Le voyage d'Orphée, rendezte: Jean-Manuel Costa - Au-delà de minuit, rendezte: Pierre Barletta - Le sang, rendezte: Jacques Rouxel                                |
| 1985 | - La boule, rendezte: Alain Ughetto - L'invité, rendezte: Guy Jacques - Ra, rendezte: Thierry Barthes és Pierre Jamin                                               |
| 1986 | - L'enfant de la haute mer, rendezte: Patrick Deniau - La campagne est si belle, rendezte: Michel Gauthier - Contes crépusculaires, rendezte: Yves Charnay          |
| 1987 | - A díjat nem osztották ki. |
| 1988 | - Le petit cirque de toutes les couleurs, rendezte: Jacques-Rémy Girerd - Transatlantique, rendezte: Bruce Krebs                                                    |
| 1989 | - L'Escalier chimérique, rendezte: Daniel Guyonnet - Le travail du fer, rendezte: Celia Canning, Nery Catineau - La princesse des diamants, rendezte: Michel Ocelot |

### 1990-es évek
| Év   | Díjazottak és jelöltek                                                                                      |  |
| ---- | --- |  |
| 1990 | - Le porte plume, rendezte: Marie-Christine Perrodin - Sculpture, sculptures, rendezte: Jean-Loup Felicioli |  |

### 2010-es évek
| Év   | Díjazottak és jelöltek |
| ---- | --- |
| 2014 | - Mademoiselle Kiki et les Montparnos, rendezte: Amélie Harrault - Lettres de femmes, rendezte: Augusto Zavonello |
| 2015 | - Les petits cailloux, rendezte: Chloé Mazlo - Bang Bang !, rendezte: Julien Bisaro - La bûche de Noël, rendezte: Vincent Patar, Stéphane Aubier - La petite casserole d'Anatole, rendezte: Eric Montchaud                                         |
| 2016 | - Le repas dominical, rendezte: Céline Devaux - La nuit américaine d'Angélique, rendezte: Pierre-Emmanuel Lyet, Joris Clerté - Sous tes doigts, rendezte: Marie-Christine Courtès - Tigres à la queue leu leu, rendezte: Benoît Chieux             |
| 2017 | - Celui qui a deux âmes, rendezte: Fabrice Luang-Vija - Café froid, rendezte: François Leroy és Stéphanie Lansaque - Journal animé, rendezte: Donato Sansone - Periféria (Peripheria), rendezte: David Coquard-Dassault                            |
| 2018 | - Pépé le Morse, rendezte: Lucrèce Andreae - I Want Pluto To Be A Planet Again, rendezte: Marie Amachoukeli és Vladimir Mavounia-Kouka - Le jardin de minuit, rendezte: Benoît Chieux - Le futur sera chauve, rendezte: Paul Cabon                 |
| 2019 | - Vilaine Fille Kötü Kız), rendezte: Ayçe Kartal - Au cœur des ombres, rendezte: Mónica Santos és Alice Guimarães - La mort, père et fils, rendezte: Denis Walgenwitz és Winshluss - Raymonde ou l'évasion verticale, rendezte: Sarah Van Den Boom |

### 2020-as évek
| Év   | Díjazottak és jelöltek |
| ---- | --- |
| 2020 | - La nuit des sacs plastiques, rendezte: Gabriel Harel - Je sors acheter des cigarettes, rendezte: Osman Cerfon - Make It Soul, rendezte: Jean-Charles Mbotti Malolo - Micsoda pompás torta! (Ce magnifique gâteau !), rendezte: Emma De Swaef, Marc James Roels |
| 2021 | - L'heure de l'ours, rendezte: Agnès Patron - Bach-Hông, rendezte: Elsa Duhamel - La Tête dans les orties, rendezte: Paul Cabon - Sipi kalandjai (L'odyssée de choum), rendezte: Julien Bisaro                                                                   |
| 2022 | - Folie douce, folie dure, rendezte: Marine Laclotte - Empty Places, rendezte: Geoffroy De Crécy - Le monde en soi, rendezte: Sandrine Stoïanov, Jean-Charles Finck - Précieux, rendezte: Paul Mas                                                               |
| 2023 | - La vie sexuelle de mamie – Urška Djukic, Émilie Pigeard - Câline – Margot Reumont - Noir-soleil – Marie Larrivé |
| 2024 | - Été 96, rendezte: Mathilde Bédouet - Drôles d'oiseaux, rendezte: Charlie Belin - La Forêt de Mademoiselle Tang, rendezte: Denis Do |
| 2025 | - Beurk !, rendezte: Loïc Espuche - GiGi, rendezte: Cynthia Calvi - Papillon, rendezte: Florence Miailhe |